# Ronald J. Stern

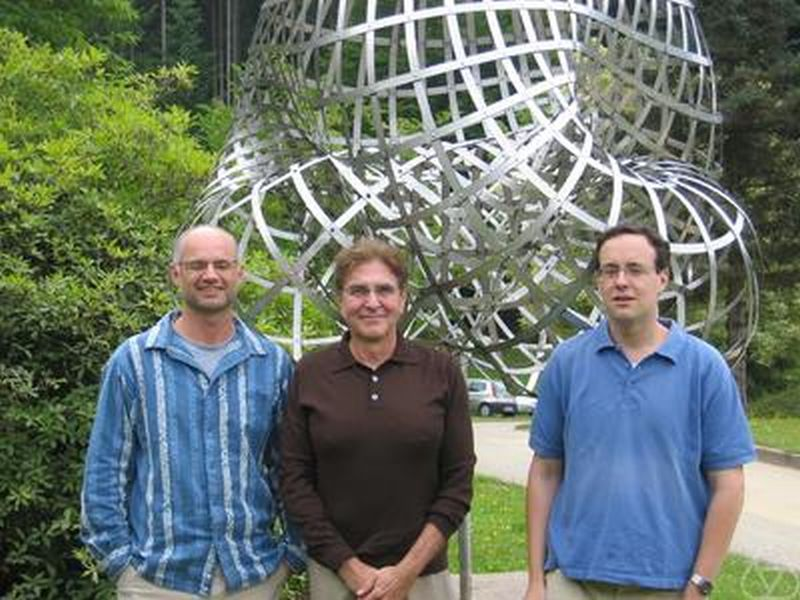
Peter Teichner (links), Ronald J. Stern (Mitte), Denis Auroux (rechts), Oberwolfach 2006

Ronald John Stern (* 20. Januar 1947 in Chicago) ist ein US-amerikanischer Mathematiker, der sich mit niedrigdimensionaler geometrischer Topologie (speziell von 4-Mannigfaltigkeiten) und der Mathematik von Eichfeldtheorien  befasst.
Stern studierte am Knox College mit dem Bachelor-Abschluss 1968 und an der University of California, Los Angeles, an der er 1970 seinen Master-Abschluss erhielt und 1973 bei Robert Duncan Edwards promoviert wurde (On topological vector fields). 1973/74 war er am Institute for Advanced Study. 1974 wurde er Instructor, 1976 Assistant Professor, 1979 Associate Professor und danach Professor an der University of Utah. Ab 1989 war er Professor an der University of California, Irvine.
Sein Arbeitsfeld geometrischer Topologie von 4-Mannigfaltigkeiten war ab den 1980er Jahren Gegenstand stürmischer Entwicklung, insbesondere durch die Entwicklung von Verbindungen zu Eichfeldtheorien (Yang-Mills-Theorie, ins Zentrum der Forschung gerückt durch den Fieldmedaillen-Preisträger Simon Donaldson) und zur Stringtheorie in der Physik und der Entwicklung der Knotentheorie und symplektischen Geometrie. Er arbeitet eng mit Ron Fintushel zusammen. Stern und Fintushel leisteten zum Beispiel Beiträge zur Berechnung von Donaldson-Invarianten.
1998 war er Invited Speaker auf dem Internationalen Mathematikerkongress in Berlin (Construction of smooth 4-manifolds mit Ronald Fintushel).
Er ist Mitglied der American Association for the Advancement of Science und Fellow der American Mathematical Society, in deren Board of Trustees er 2009 bis 2014 war (2012/13 als Vorsitzender).
Er ist Herausgeber von Geometry and Topology.
Er ist seit 1985 verheiratet und hat zwei Töchter.

## Schriften
- mit Fintushel: Constructing lens spaces by surgery on knots, Mathematische Zeitschrift, Band 175, 1980, S. 33–51
- mit Fintushel: An exotic free involution of {\displaystyle S^{4}}, Annals of Mathematics, Band 113, 1981, S. 357–365
- Instantons and the topology of 4-manifolds,  Mathematical Intelligencer, Band 5, 1983,  S. 39–44 (zu den Arbeiten von Simon Donaldson und Michael Freedman, die ihnen die Fields-Medaille eintrugen)[4], pdf
- Gauge theories as a tool for low dimensional topologists, in W. Jäger, J. Moser, R. Remmert: Perspectives in mathematics. Anniversary of Oberwolfach 1984, Birkhäuser 1984, S. 497–508
- mit Fintushel: Pseudofree orbifolds, Annals of Mathematics, Band 122, 1985, S. 335–364
- mit Fintushel: Instanton homology of Seifert fibred homology three spheres", Proceedings of the London Mathematical Society, Band 61, 1990, S. 109–137
- mit Fintushel: Immersed spheres in 4-manifolds and the immersed Thom conjecture, Turkish Journal of Mathematics, Band 19, 1995, S. 145–157
- mit Fintushel: The blowup formula for Donaldson invariants, Annals of Mathematics, Band  143, 1996, S. 529–546
- mit Fintushel: Rational blowdowns of smooth 4-manifolds, Journal of Differential Geometry, Band 46, 1997, S. 181–235
- mit Fintushel: Constructions of smooth 4-manifolds. Proceedings of the International Congress of Mathematicians, Vol. II (Berlin, 1998). Doc. Math. 1998, Extra Vol. II, 443–452
- mit Fintushel: Knots, links, and 4-manifolds, Inventiones mathematicae, Band 134, 1998, S. 363–400,  Arxiv
- mit Fintushel: Symplectic surfaces in a fixed homology class, J. Diff. Geom., Band 52, 2000, S. 203–222
- mit Fintushel: Families of simply connected 4-manifolds with the same Seiberg-Witten invariants, Topology, Band 43, 2004, S. 1449–1467
- mit Fintushel: Invariants for Lagrangian tori, Geom. Topol., Band 8, 2004, S. 947–968 *mit Stern: Tori in symplectic 4-manifolds, Geometry and Topology Monographs, Band 7, 2004, Proceedings of the Casson Fest, S. 311–333
- mit Fintushel, B. D. Park: Reverse engineering small 4-manifolds, Algebraic & Geometric Topology, Band 7, 2007, S. 2103–2116
- mit Fintushel: Six Lectures on Four 4-manifolds,  Low dimensional topology, IAS/Park City Math. Ser. 15, Amer. Math. Soc., Providence, RI, 2009, S. 265–315